# 頭料理
頭料理（あたまりょうり）は、大分県竹田市を中心に食べられる郷土料理。
岡藩第3代藩主中川久清の頃（1615年から1681年)に生活の知恵として生み出された料理とされる。元治2年（1865年）、慶応2年（1866年）の『恵比寿講帳』には、岡城（竹田市）の城下町で正月に開催された恵比寿講の献立として頭料理が記されている。
竹田市は四方を山に囲まれ、海からも遠くに位置するため、海魚を食べる機会は少なく、臼杵や佐伯から運ばれる魚介類は貴重な食材であった。そのような状況下で、貴重な魚介類を無駄なく使うために生み出された料理である。具体的には、魚の身だけでなく、通常はあまり食されない部位であるエラやアゴ、内臓を部位ごとに切り分けてから塩ゆでし（部位ごとにゆで時間は変わる）、冷水にさらした後、大皿に盛り付けてねぎやもみじおろしといった薬味とともに、三杯酢やカボスを絞ったつけだれで食す料理である。小さい魚は傷むのが早いため、ニベ、アラ、ハタ、クエといった白身の大型魚が使用される。
主にハレの場で食べられ、現代でもお祝いの席や大晦日、お正月などに出され、年末になるとまな板を縁側に持ち出して、大型の魚をさばく風景が風物詩となっていた。
頭料理を取り扱う飲食店舗は少なくなったものの、わずかに提供する店舗がある。
2022年には文化庁の100年フードに認定された。